# Jake Tsakalídis
Iákovos Tsakalídis (en grec moderne Ιάκωβος Τσακαλίδης), souvent appelé Jake Tsakalidis, né le 10 juin 1979 à Roustavi en Géorgie, est un joueur grec de basket-ball évoluant au poste de pivot.

## Biographie
Il commence sa carrière professionnelle en Grèce, pays où il a grandi et dont il possède la nationalité. Il évolue dans le club de l'AEK Athènes.
En 2000, il est choisi par les Phoenix Suns en 25e position lors de la draft. Après trois saisons passées en Arizona, il rejoint lors d'un échange le club des Memphis Grizzlies avant le début de la saison 2003-04. Après trois nouvelles saisons, il est de nouveau échangé, rejoignant les Houston Rockets à partir de février 2007
Lors de l'intersaison, il décide de revenir en Europe et il signe avec le club de l'Olympiakós.

## Palmarès

### Sélection nationale
- International grec en 1998 et 1999

### Distinction personnelle
- Choisi en 25e position lors de la draft 2000 par les Phoenix Suns.